# Vía Simón Bolívar
La Avenida Simón Bolívar o Transístmica, como se conoce popularmente, es una de las 3 arterias principales de la ciudad de Panamá, junto a la Vía Ricardo J. Alfaro y la Vía España. En la misma circulan miles de vehículos diariamente.
Actualmente esta vía está siendo ensanchada 7.5 kilómetros de 4 carriles a 6 carriles (siendo 3 carriles para cada sentido) en el tramo desde Plaza Ágora hasta la estación del metro San Isidro.
A partir del Distrito de San Miguelito, la prolongación de la avenida toma el nombre de Vía Boyd-Roosevelt y termina hasta la Ciudad de Colón.